# هيو فالنتاين
هيو فالنتاين (بالإنجليزية: Hugh Valentine)‏ هو سياسي نيوزلندي، ولد في 1848، وتوفي في 1932. انتخب عضو مجلس النواب النيوزيلندي.